# Cantalupo Ligure
Cantalupo Ligure (piemontesisch Cantalov, ligurisch Cantalô) ist eine Gemeinde in der italienischen Provinz Alessandria (AL), Region Piemont.

## Lage und Einwohner
Die Gemeinde Cantalupo Ligure liegt 63 Straßenkilometer südöstlich von der Provinzhauptstadt Alessandria auf einer Höhe von 383 m über dem Meeresspiegel an der Borbera, im gleichnamigen Tal. Das Gemeindegebiet umfasst eine Fläche von 24 km² und hat 447 (Stand 31. Dezember 2023) Einwohner. Die Gemeinde besteht aus den Ortsteilen(Fraktionen) Pallavicino, Borgo Adorno, Pessinate, Semega, Campana, Zebedassi, Besante, Arborelle, Colonne, Pertuso, Prato, Merlassino und Costa Merlassino. 
Die Nachbargemeinden sind Albera Ligure, Borghetto di Borbera, Dernice, Montacuto, Roccaforte Ligure und Rocchetta Ligure.

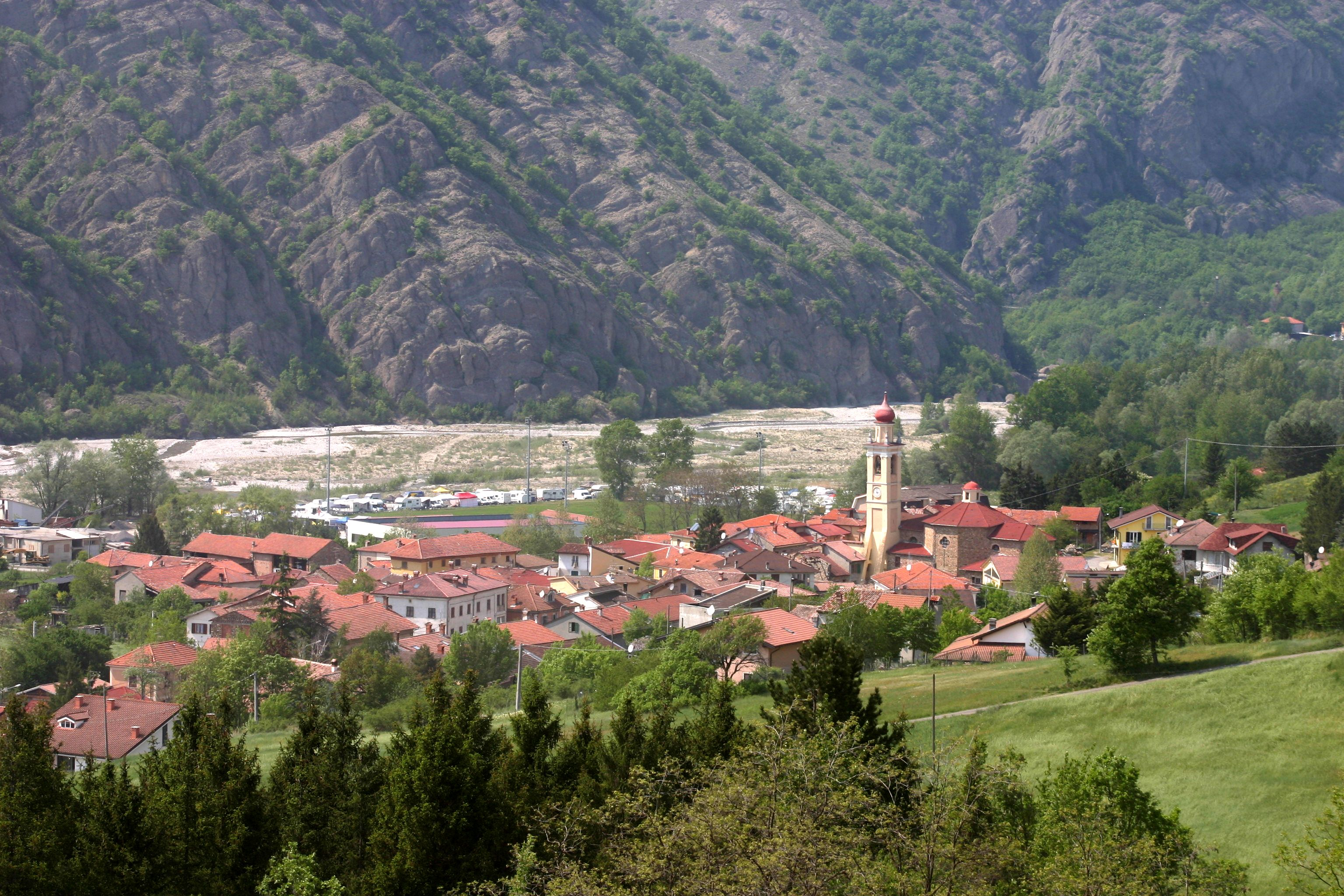
Panorama

## Geschichte

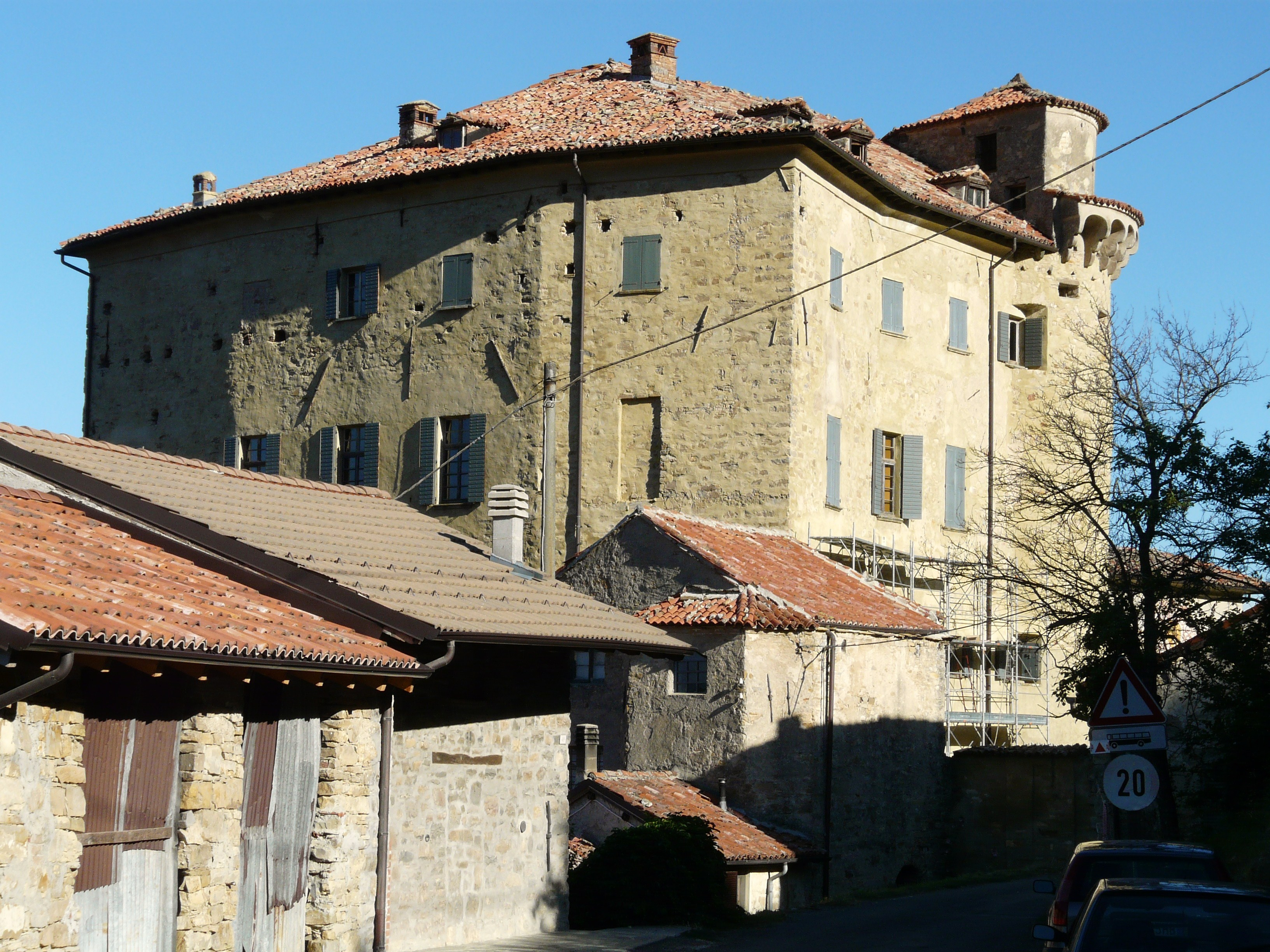
Schloss Adorno in Borgo Adorno, Ortsteil von Cantalupo Ligure

Seine Ursprünge reichen bis in die Römerzeit zurück, als es von den Liguriern bewohnt wurde. Abgesehen von der üblichen Bezugnahme auf Wölfe und, auf der Grundlage neuerer Studien, auch der auf das Verb singen, scheint das Toponym sowohl vom lateinischen CAMPUS LUCUS, „heiliger Wald“, als auch von den indogermanischen Wurzeln KANT abzustammen. Die erste namentliche urkundliche Erwähnung stammt aus dem Jahr 1201 und ist die von „Cantalupus“. Zum ersten Mal wird es jedoch in einer Urkunde aus dem Jahr 1164 erwähnt, mit der Kaiser Federico Barbarossa das regionale Gebiet an die Familie Malaspina abtrat, die bis 1235 die Herren über diese Gemeinde  waren. Von diesem Jahr an ging es bis zum Kaiser in den Besitz der Familie Pallavicino über Heinrich VII. schenkte es zusammen mit anderen befestigten Dörfern dem Opicino Spinola von Genua. Auf diese Weise begannen sich die Machtkonflikte, die die Beziehungen zwischen den genuesischen Adelsfamilien, aufgeteilt in Welfen und Ghibellinen, belebten, auch auf das obere Borbera-Tal auszuwirken.
Später war es Schauplatz mehrerer Kriegshandlungen zwischen Österreichern und Franzosen. Während der faschistischen Zeit wurde es in die nahe gelegene Gemeinde Rocchetta Ligure eingegliedert, von der es sich erst nach dem Ende des Zweiten Weltkriegs löste und die volle Autonomie wieder erlangte. 

## Sehenswürdigkeiten
- Das imposante Schloss, das 1100 von den Spinolas erbaut und von Tolomeo Spinola Antonio Adorno geschenkt wurde, einen wichtigen Platz ein. Heute ist es im Besitz des Barons Gian Paolo Guidobono Cavalchini und eines der wenigen Herrenhäuser im Borbera-Tal, das trotz eines Brandes im Jahr 1600 intakt blieb.
- Die Pfarrkirche Santa Caterina mit ihrem Glockenturm mit Zwiebelturm, typisch für die Apennin-Täler zwischen Piemont und Ligurien.
- Die von Nicola Neonato geschaffene Stele hervor, die an das Opfer der Partisanen der Pinan-Cichero-Brigade erinnert, die 1944 von den Nazi-Faschisten in der Schlacht getötet wurden, und das Denkmal für den 1945 gefallenen sowjetischen Partisanen Fjodor Poletajew.

## Persönlichkeiten
- Fjodor Andrianowitsch Poletajew (* 14. Mai 1909 in Katino (Rajon Skopin), Gouvernement Rjasan; † 2. Februar 1945 bei Cantalupo Ligure) war ein russischer Soldat und Mitglied der italienischen Resistenza.